# Andrea Della Valle (dirigeant sportif)
Pour les articles homonymes, voir Della Valle.
 (janvier 2010).
Si vous disposez d'ouvrages ou d'articles de référence ou si vous connaissez des sites web de qualité traitant du thème abordé ici, merci de compléter l'article en donnant les références utiles à sa vérifiabilité et en les liant à la section « Notes et références ».
Andrea Della Valle, né le 26 septembre 1965 à Sant'Elpidio a Mare (Région des Marches, Italie), dans le hameau de Casette d'Ete, est un entrepreneur et un dirigeant sportif italien.
La famille Della Valle est propriétaire de Tod's, une entreprise de chaussures italiennes mondialement connue. Elle est cotée à la Bourse de Milan. Andrea est le vice-président et l'administrateur de la société dont il est associé (il détient 3 % du capital) avec son frère Diego.
Les frères Della Valle possèdent également 40 % de Marcolin, 10 % de Bialetti Industrie S.p.A. et 2 % de Piaggio[réf. nécessaire].

## Fiorentina
Cependant, Andrea Della Valle est tout particulièrement connu dans toute l'Italie lorsque sa famille a acquis la Fiorentina, le club de football de la ville de Florence. Il en devient président en 2004. Il démissionne de son poste le 24 septembre 2009.